# 扎蘇夫
50°8′14″N 25°24′10″E / 50.13722°N 25.40278°E
扎蘇夫（烏克蘭語：Засув），是烏克蘭西北部的村莊，隸屬里夫內州的杜布諾區。該村始建於1785年，面積0.38平方公里，海拔高度250米，2001年人口148，人口密度每平方公里387.4人。